# Steve Asheim
 (mars 2019).
Si vous disposez d'ouvrages ou d'articles de référence ou si vous connaissez des sites web de qualité traitant du thème abordé ici, merci de compléter l'article en donnant les références utiles à sa vérifiabilité et en les liant à la section « Notes et références ».
Steve Asheim, né le 17 janvier 1970, est le fondateur, batteur et compositeur principal du groupe de death metal américain Deicide. Il est le deuxième leader du groupe après Glen Benton.

## Son jeu
Il est typique du death metal : des blasts rempli avec les deux grosses caisses à la même fréquence, un grand nombre de cymbales très utilisées pour donner un son d'ensemble plus agressif et des triggers réglés de manière plutôt discrète, accompagnatrice.
Depuis la sortie de The Stench of Redemption (2006), Steve Asheim, en réponse à des critiques vis-à-vis de l'agressivité de son groupe, a décidé de montrer ses capacités à accélérer. Une nette progression est donc visible par rapport à l'album Scars of the Crucifix (2004).